# RAMAR
RAMAR（ラマー）は、日本のロックバンド。1994年結成、2012年活動休止。

## メンバー
- 酒井悠介 （さかいゆうすけ、2月13日 - ） ボーカル：青森県出身。
- 馬場一人 （ばばかずと、9月18日 - ） ギター：東京都出身、2006年からサポート参加、2007年1月正式加入。
- 井上晋一 （いのうえしんいち、7月5日 - ） ベース：埼玉県出身、2004年6月加入。
- 滝沢光一 （たきざわこういち、10月14日 - ） ドラム：千葉県出身、2002年からサポート参加、2004年1月正式加入。

## 旧メンバー
- HIRO （ひろ） ギター：HYPERMA∀NIA初期のリーダー、1stアルバムリリース後に脱退。ex.SHADooW/D≒SIRE
- 尾崎力 （おざきちから） ギター：HIROの後任として加入、メジャー期に脱退。
- 岡本裕 （おかもとゆたか） ギター：2001年頭に加入。ex.DIE-KÜSSE
- 上野淳 （うえのあつし、6月6日-） ギター：2006年脱退。ex.雫...Shizuku
- Shöw （しょう） ベース：HYPERMA∀NIA初期のメンバー。ex.SHADooW
- 丸山哲央 （まるやまてつひさ） ベース：Shöwの後任として加入。ex.DIE-KÜSSE
- Masakazu （まさかず） ドラム：HYPERMA∀NIA初期のメンバー。
- 福田真也 （ふくだしんや） ドラム：1995年9月正式加入、2002年3月脱退。ex.Gilles de Rais

## 来歴
- 1994年1月、Vocalの酒井悠介を中心にヴィジュアル系ロックバンド「HYPERM∀NIA」が結成された。
- 1995年、YOSHIKI（X JAPAN）に見出され、エクスタシーレコードでインディーズアルバムなどをリリース。
- 1997年1月、YOSHIKI主宰レーベルであるプラチナム・レコードよりデビューすることが決定。
- 1998年1月、メジャーデビューをきっかけにバンド名を「HYPERM∀NIA」から「RAMAR」に改名。
- 1999年1月、UNLIMITED RECORDSに移籍。
- 2001年1月、UNLIMITED RECORDS専属契約が終了し、同年5月に自主レーベルHUTCH STANDARD RECORDSを設立。
- 2007年1月、ライブ等でサポートとして参加していた馬場一人が正式加入。
- 2012年9月、活動休止。10月10日、ラストアルバム「ETERNAL SOUL」リリース。
- 2018年12月、デビュー20周年を記念し、酒井悠介と馬場一人によるユニット「Z-project / a.k.a. RAMAR Vo.酒井悠介 Gu:馬場一人」が始動。

## ディスコグラフィ

### シングル
1. ヒマワリ （1998年6月3日） - メジャーデビューシングル
2. time go around （1998年8月5日）
3. 光と影 （1999年8月25日）
4. Wild Flowers （1999年11月9日） - メジャーラストシングル
5. Dive into Shine （2001年8月29日） - 3部作シングル
6. 輝く花 （2001年11月21日） - 3部作シングル
7. あの丘の向こう （2002年9月8日） - 3部作シングル
8. ENDLESS ADVENTURE　(2011年7月24日)　-　HMM ZOIDS『シールドライガー RAMAR スペシャル』同梱
9. 今を生きる　(2012年3月7日)

### アルバム
1. 虹の向こうへ （1995年7月21日） - HYPERM∀NIA時代のフルアルバム、ex.ZI:KILLのEBYがサポートドラムとして参加
2. Together along （1996年7月15日） - HYPERM∀NIA時代のミニアルバム
3. Perfect World （1999年9月8日） - デビューアルバム
4. 極上☆FUTURE （2005年5月8日） - ミニアルバム
5. snow letter （2005年12月7日） - ミニアルバム
6. BRIDGE~RAMAR THE BEST!!~　(2009年12月23日)　-　RAMAR10周年ベストアルバム
7. ETERNAL SOUL　(2012年10月10日)　-　活動休止ラストアルバム

### DVD
1. RAMAR THE MOVIE 001　(2006年7月14日)　-　RAMAR初映像作品

## タイアップ一覧
| 使用年 | 曲名           | タイアップ                                                            |
| ------ | -------------- | --------------------------------------------------------------------- |
| 1998年 | time go around | 中京テレビ・日本テレビ系『すっぴんDNA』エンディングテーマ             |
| 1999年 | 光と影         | フジテレビ系『Shimura X天国』エンディングテーマ                       |
| 1999年 | 光と影         | フジテレビ系『バグマリア』エンディングテーマ                          |
| 1999年 | 光と影         | フジテレビ系『ロケットパンチ! MUSIC DELIVERY』8月度エンディングテーマ |
| 1999年 | Wild Flowers   | MBS・TBS系アニメ『ゾイド -ZOIDS-』オープニングテーマ（全67話）        |
| 2003年 | as a person…   | FM青森特別番組『青い森のメッセンジャ－たち』エンディングテーマ        |
| 2006年 | snow letter    | ネットラジオ『インディーズフロントライン』2月度エンディングテーマ     |

## メディア出演

### ラジオ
- TIME GO AROUND（1998年1月 - 1999年3月、FM FUJI） - 酒井[1]
- RAMARのラマー的回転エビ固め（1999年10月 - 2000年3月、DATE FM・FM青森・FM岩手）- RAMAR[2]
- RAMARのアコギ魂（2002年8月 - 12月、むさしのFM）- RAMAR[6]
- 音魂～OTO-DAMA～（2003年1月 - 12月、むさしのFM） - 酒井[4]
- spice arts radio（2004年4月 - 2005年3月、むさしのFM） - 酒井[7]
- RAMARの極上☆RADIO NEO（2006年10月 - 2007年9月、ネットラジオ）- RAMAR[5]